# Atractus nicefori
Atractus nicefori este o specie de șerpi din genul Atractus, familia Colubridae, descrisă de Amaral 1930. A fost clasificată de IUCN ca specie vulnerabilă. Conform Catalogue of Life specia Atractus nicefori nu are subspecii cunoscute.